# Mitsubishi 4N1

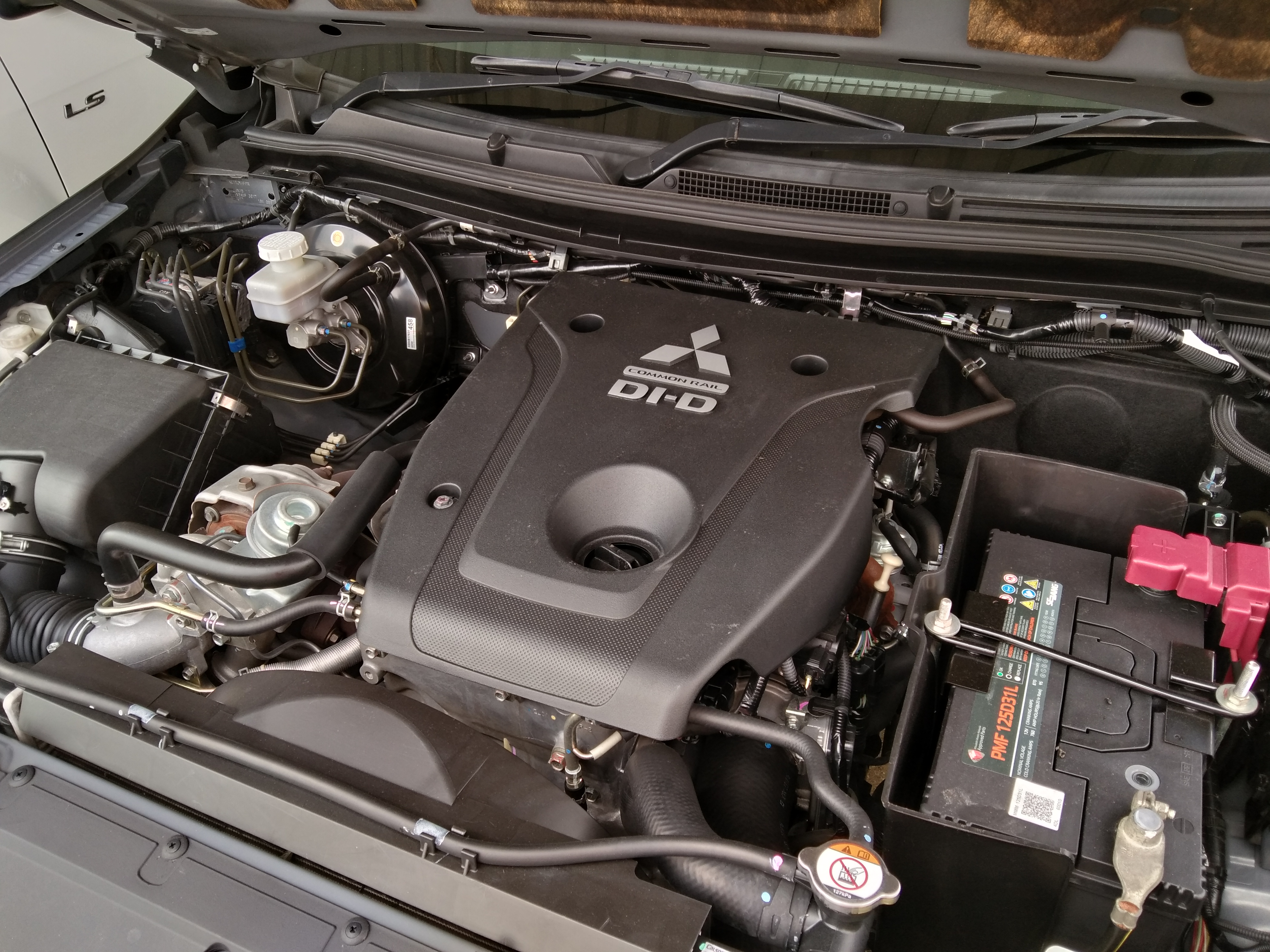
Mitsubishi 4N15

Mitsubishi 4N1 — рядный четырёхцилиндровый дизельный двигатель внутреннего сгорания, производящийся Mitsubishi Motors с 2010 года.

## История
В июне 2006 года компании Mitsubishi Heavy Industries и Renault объявили о совместном проекте по разработке нового поколения экологически чистых дизельных двигателей. Поточное производство началось в 2010 году, а позднее было объявлено, что двигатели будут постепенно выводиться на другие мировые рынки.

## 4N13

### Технические характеристики
| Тип двигателя                 | Рядный, четырёхцилиндровый, DOHC, 16 клапанов, MIVEC                                                      |
| Объём                         | 1,8 л (1798 см3)                                                                                          |
| Диаметр цилиндра x ход поршня | 83 мм × 83,1 мм                                                                                           |
| Степень сжатия                | 14.9:1 |
| Топливная система             | Common rail с электромагнитными клапанами                                                                 |
| Мощность                      | 110 кВт (150 л. с.) при 4000 об/мин 85 кВт (116 л. с.) при 4000 об/мин (версия с низким расходом топлива) |
| Крутящий момент               | 300 Н⋅м при 2000—3000 об/мин                                                                              |

### Устанавливается на
- 2010 Mitsubishi ASX (RVR)[1]
- 2010 Mitsubishi Lancer
- 2012 Peugeot 4008
- 2012 Citroën C4 Aircross

## 4N14

### Технические характеристики
| Тип двигателя                 | Рядный, четырёхцилиндровый, DOHC, 16 клапанов, MIVEC |
| Объём                         | 2,3 л (2268 см3)                                     |
| Диаметр цилиндра x ход поршня | 86 мм × 97,6 мм                                      |
| Топливная система             | Common rail (CRDi)                                   |
| Мощность                      | 130 кВт (174 л. с.) при 3500 об/мин                  |
| Крутящий момент               | 380 Н⋅м при 2000 об/мин                              |

### Устанавливается на
- 2010 Mitsubishi Outlander[3]
- 2012 Mitsubishi Delica D:5
- 2013 Mitsubishi ASX (только с автоматической трансмиссией)
- 2017 Mitsubishi Eclipse Cross
- 2019 Mitsubishi L200/L300[4]

## 4N15

### Технические характеристики
| Тип двигателя                 | Рядный, четырёхцилиндровый, DOHC, 16 клапанов, MIVEC |
| Объём                         | 2,4 л (2442 см3)                                     |
| Диаметр цилиндра x ход поршня | 86 мм × 105,1 мм                                     |
| Степень сжатия                | 15.5:1                                               |
| Топливная система             | Common rail с электромагнитными клапанами            |
| Мощность                      | 133 кВт (181 л. с.) при 3500 об/мин                  |
| Крутящий момент               | 430 Н⋅м при 2500 об/мин                              |

### Устанавливается на
- 2014 Mitsubishi Type 73 Light Truck
- 2015 Mitsubishi Triton/L200/Strada[5]
- 2015 Mitsubishi Pajero Sport/Montero Sport/Shogun Sport[6]

## 4N16

### Технические характеристики
| Тип двигателя                 | Рядный, четырёхцилиндровый, DOHC, 16 клапанов, MIVEC |
| Объём                         | 2,4 л (2439 см3)                                     |
| Диаметр цилиндра x ход поршня | 86 мм × 105 мм                                       |
| Степень сжатия                | 15.1—15.2:1                                          |
| Топливная система             | Common rail                                          |
| Мощность                      | 97—150 кВт (132—204 л. с.) при 3250—3500 об/мин      |
| Крутящий момент               | 330—470 Н⋅м при 1500—3000 об/мин                     |

### Устанавливается на
- 2022 Nissan Caravan/Isuzu Como[7][8]
- 2023 Mitsubishi Triton/L200[9][10]